# Feszültségváltó

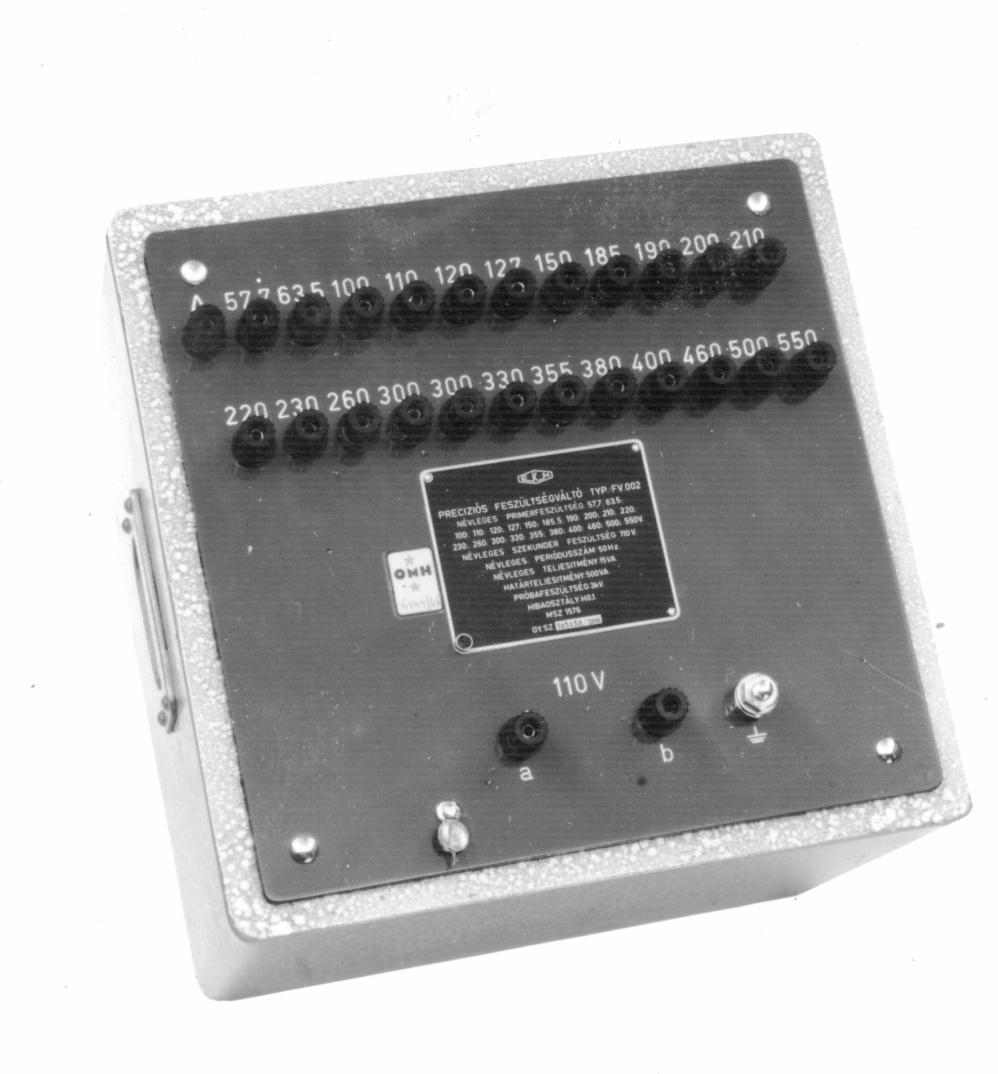
Kombinált feszültségváltó

Az feszültségváltó (angolul voltage transformer, vagy röviden VT) egy olyan transzformátor, melynek primer tekercsére van kapcsolva a mérendő feszültség, szekunder tekercsére pedig a mérőműszer. Nagy feszültségeket, vagy ha a mérőműszert galvanikusan le akarják választani a hálózatról feszültségváltó közvetítésével mérnek.

## Működése
A feszültségváltó egy olyan transzformátor, melynek primer tekercsére van kapcsolva a mérendő feszültség, szekunder tekercsére pedig a mérőműszer. A feszültségváltó működésének alapja a transzformátor gerjesztési egyenlete. Ha a mérendő váltakozó áramnak nincs egyenáramú összetevője, akkor érvényes az 
 ahol {\displaystyle N_{1}} és {\displaystyle N_{2}} a primer és szekunder menetek száma, {\displaystyle I_{1}} és {\displaystyle I_{2}} a primer és szekunder áram I 1,vas pedig a vasmag üzemi átmágnesezéséhez szükséges primer áram. Ez utóbbi igen kicsi, ha a transzformátor üresjáratban van. I1,vas ≈ 0 tehát 
 ebből következően 
 vagy

## Fontos tudnivalók
- A feszültségváltó lényegében egy üresjáratban lévő transzformátornak fogható fel. A primer tekercsre feszültséget kapcsolva a primer tekercsben áram folyik. Ennek nagysága függ a primer tekercs ohmos ellenállásától, az induktív reaktanciájától, valamint a vas átmágnesezéséhez szükséges teljesítménytől. (Üresjárat, ahol I2 = 0). Amennyiben a szekunder oldalt terheljük, a szekunder tekercsben megindul a szekunder áram. Ez az áram a tekercs ohmos ellenállásán és induktív reaktanciáján feszültségesést hoz létre, ami csökkenti a szekunder kapcsokon lévő feszültséget. (Üzemi állapot, ahol 0 < I2 < ∞.)

A gyakorlatban tehát üzemszerű állapotban a szekunder feszültség kisebb, mint az ideális, a primer és szekunder feszültségek aránya a menetszámáttételtől eltérhet. Nagyobb transzformátoroknál az eltérés kisebb.
- Ha csak feszültséget mérünk az feszültségváltóval, akkor a szekunder csatlakozás tetszés szerinti lehet. Teljesítmény, munka mérésekor ügyelni kell a helyes bekötési jelölésre a szekunder oldalakon. Nemzetközi megállapodás szerint U és V  a két primer kapocs, és u, v a két szekunder kapocs.
- Az feszültségváltó vasa, hőkezelés után, már rendkívül érzékeny mindenféle mechanikai feszültségre. A vas tönkretehető mechanikai behatásokkal. Nem megengedhető például merev kiöntőanyag használata kiöntéshez, mert az a feszültségváltó pontosságát nagymértékben elrontja